# ジェイアール西日本商事
ジェイアール西日本商事株式会社（ジェイアールにしにほんしょうじ、英: JAPAN RAILWAY WEST TRADING Co.）は、兵庫県尼崎市に本社を置く、西日本旅客鉄道（JR西日本）の子会社（連結子会社）。

## 概要
JR西日本グループの資材調達を行っている。
鉄道営業に必要な鉄道資材、建設資材のほか、オフィス用品、JR西日本のおもちゃなどの鉄道グッズ、食品などを取り扱っている。

## 本社・事業所
- 本社 - 兵庫県尼崎市
- 北陸支店 - 石川県金沢市
- 岡山支店 - 岡山県岡山市北区
- 米子支店 - 鳥取県米子市
- 広島支店 - 広島県広島市東区
- 福岡支店 - 福岡県福岡市博多区
- 京都出張所 - 京都府京都市南区
- 山口出張所 - 山口県山口市
- 新大阪駐在 - 大阪府大阪市淀川区（新大阪駅構内）

## 沿革
- 1988年（昭和63年）5月17日 - 西日本弘和商事株式会社を設立。
- 1990年（平成2年）2月7日 - ジェイアール西日本商事株式会社に社名を変更[2]。
- 1992年（平成4年）
  - 4月 - 資本金を2億円に増資。
  - 5月 - 本社を新大阪中央ビルに移転。
- 2004年（平成16年）6月 - 本社をJR尼崎駅西NKビルに移転。
- 2009年（平成21年）4月 - ジェイアール西日本ファイナンスを合併。
- 2010年（平成22年）4月 - 西日本旅客鉄道より鉄道車両等に関わる商品化権許諾業務移管。
- 2014年（平成26年）4月 - JR特命資材の契約を完全業務委託方式に移行。

## 労働組合
- ジェイアール西日本商事労働組合（JR西日本グループ労働組合連合会）